# 瓦西里基夫
瓦西里基夫（烏克蘭語：Василькiв，羅馬化：Vasylkiv，發音：[wɐsɪlʲˈk⁽ʲ⁾iu̯] ⓘ），或按俄语译为瓦西里科夫，是乌克兰基辅州奧布希夫區瓦西里基夫市镇内的城市及该市镇的行政中心，2020年7月18日前为瓦西里基夫區的行政中心（该市在2020年7月18日前为该州的州辖市，并不在该区的管辖范围内）。该市始建于988年，面积21.03平方公里，海拔高度164米，2022年人口数量为37,068人。

## 當地名人
- 傑莉·海爾（1995年—），烏克蘭歌手，Youtuber

## 图集

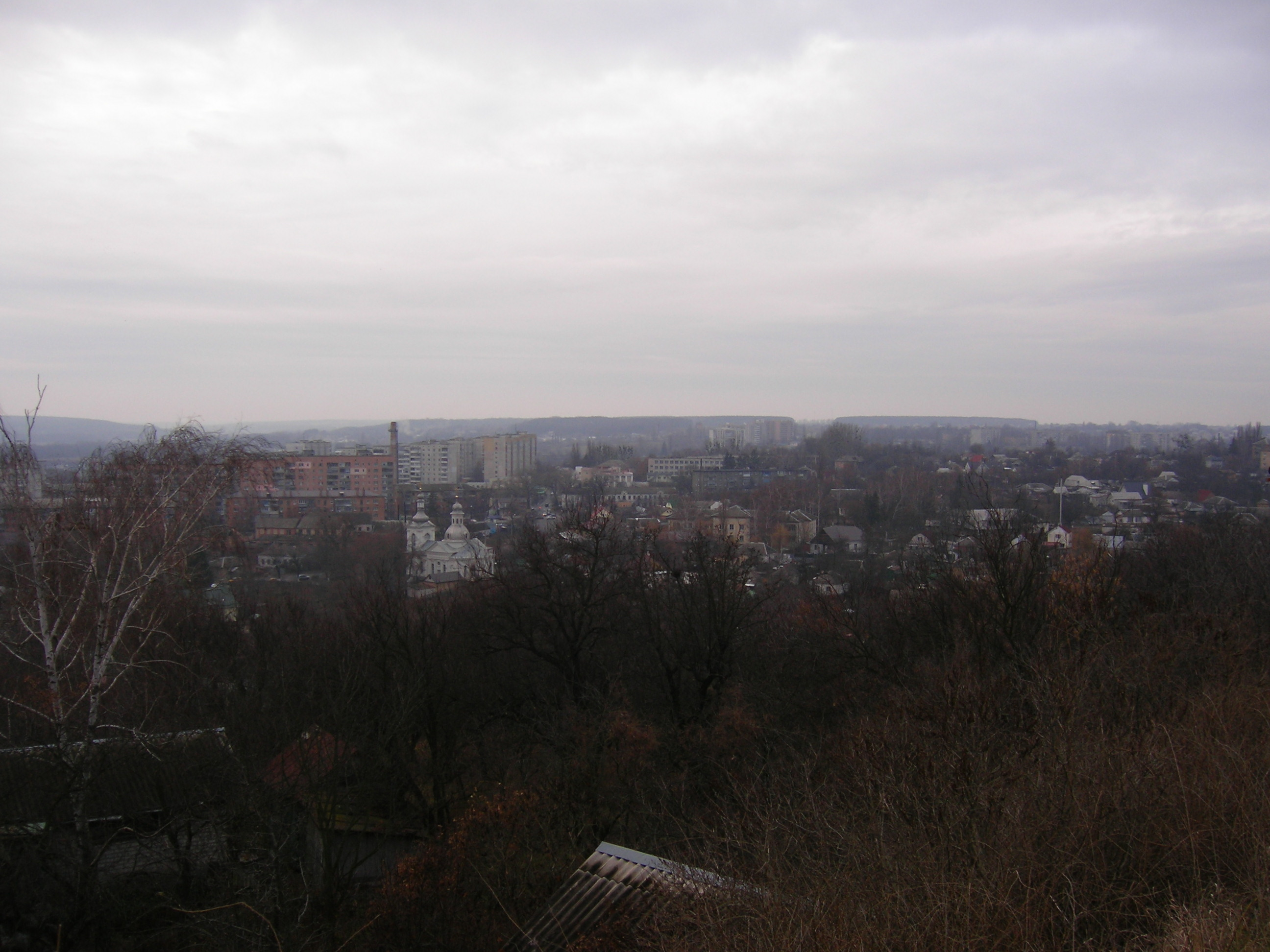
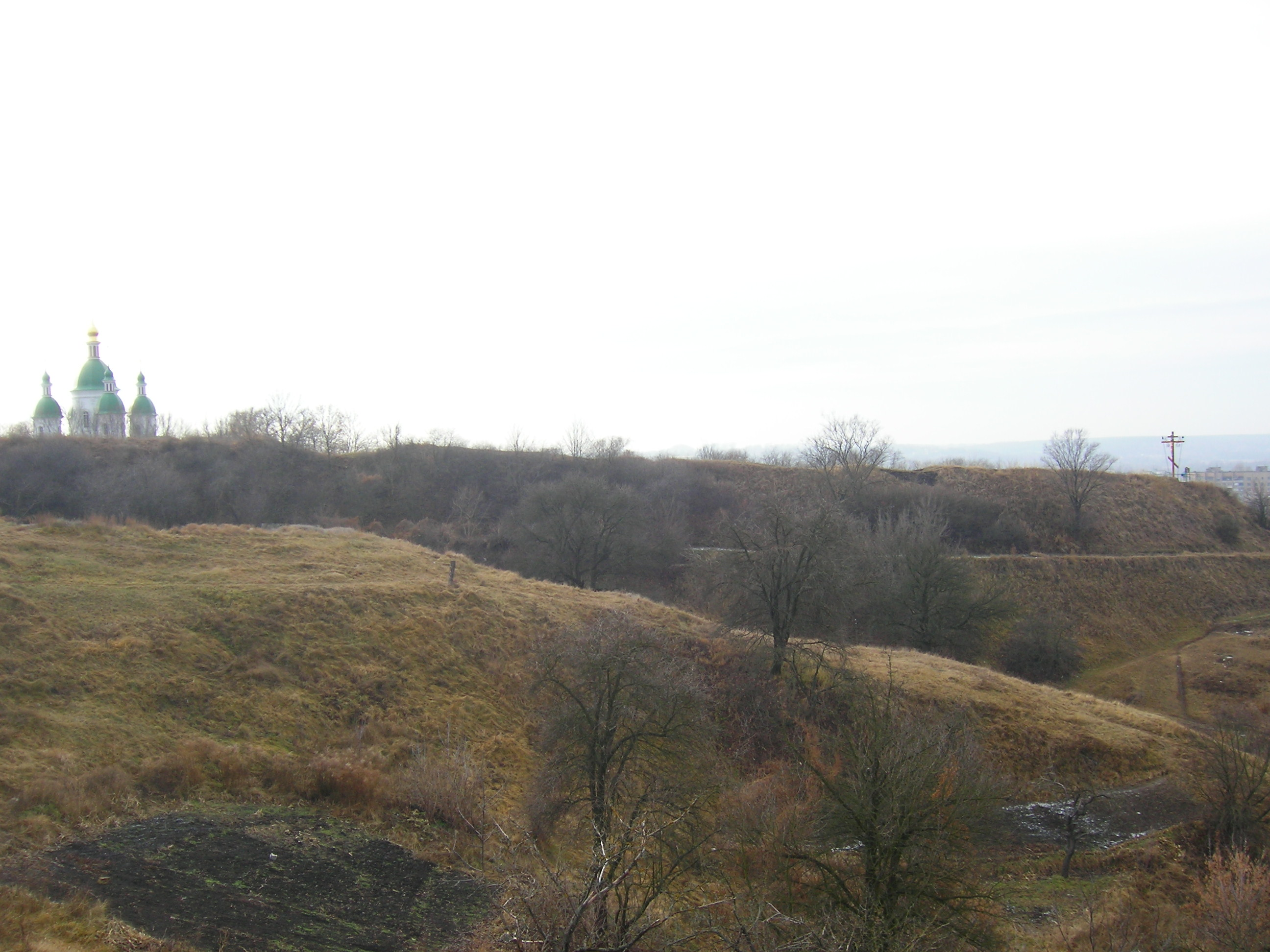
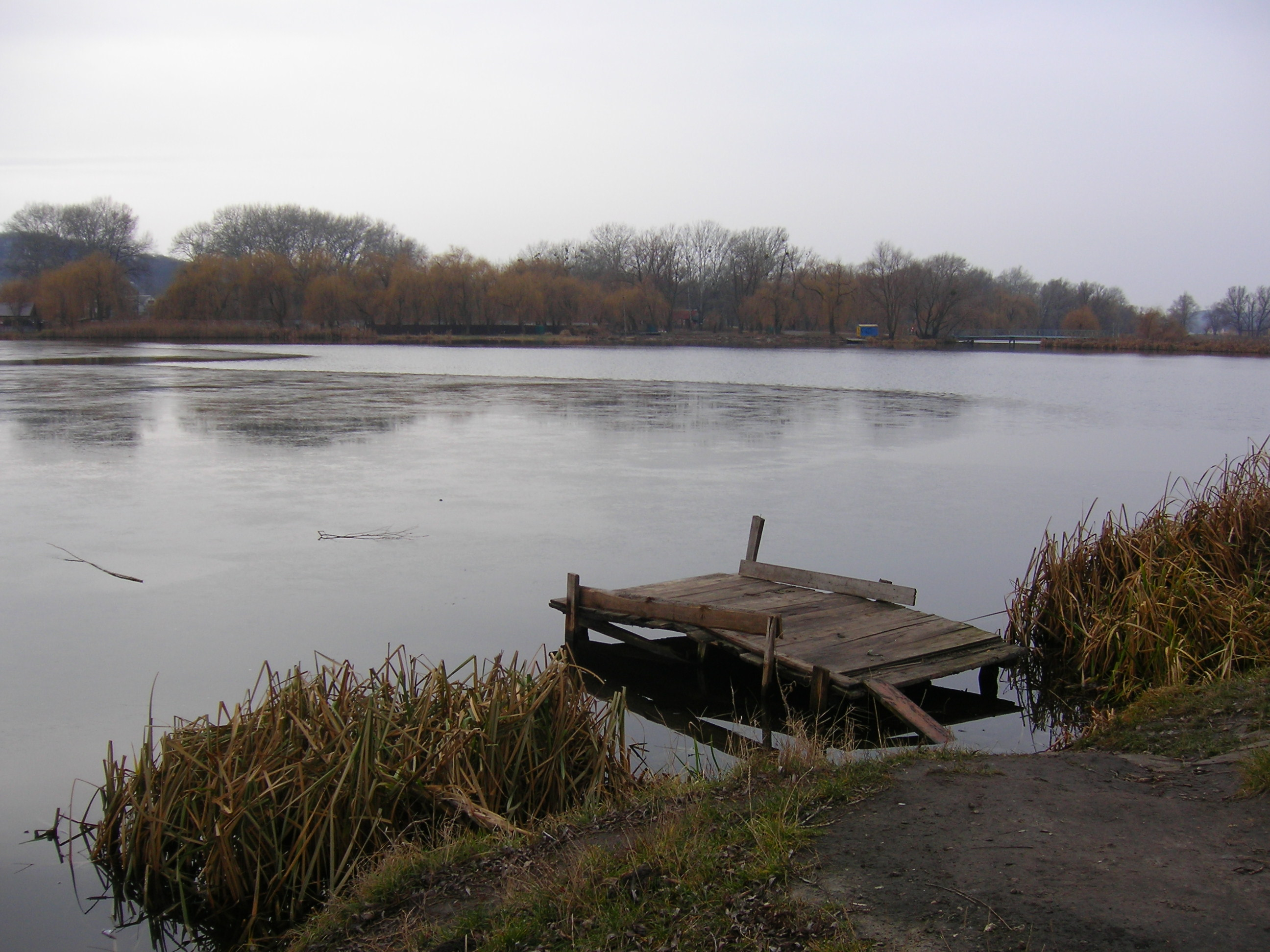
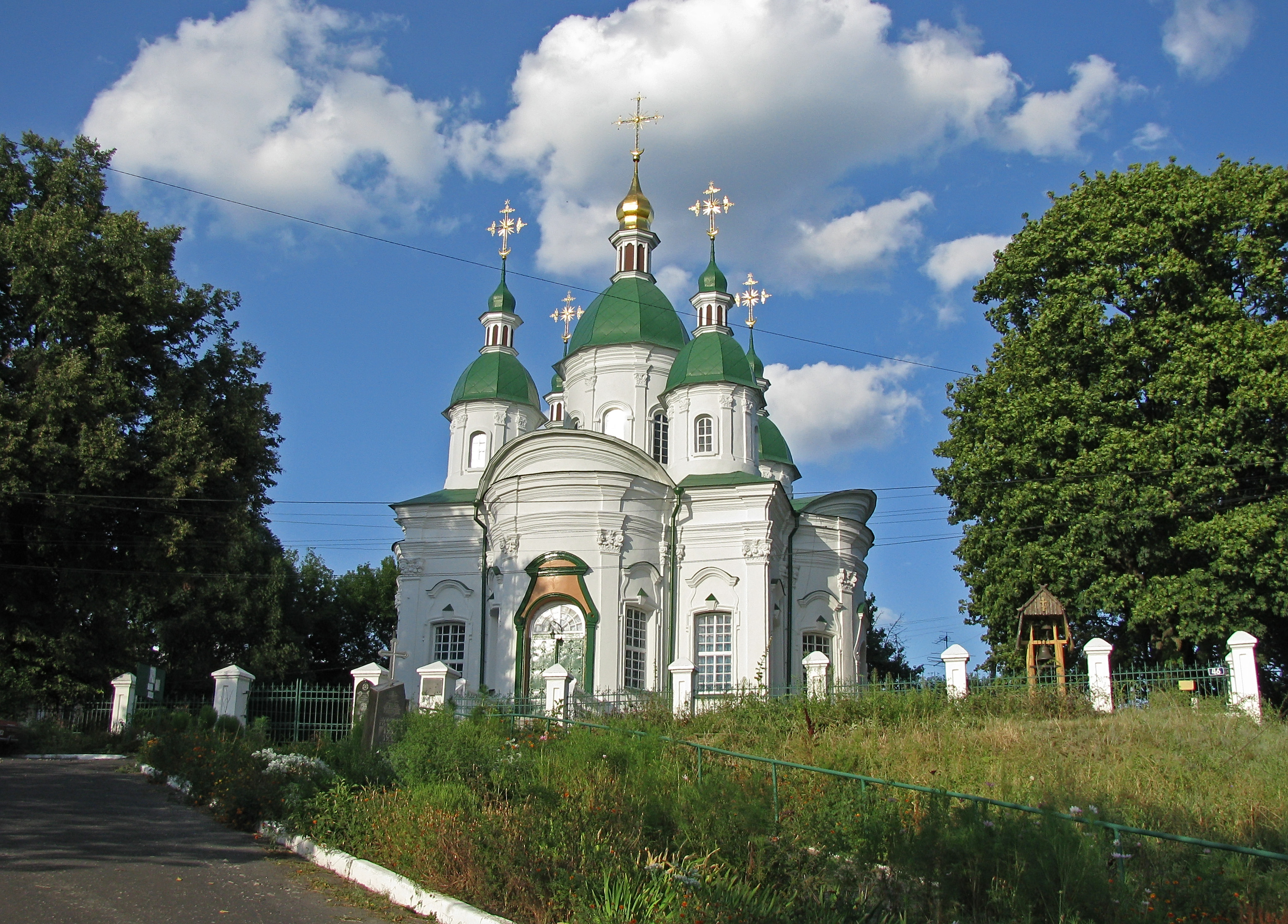
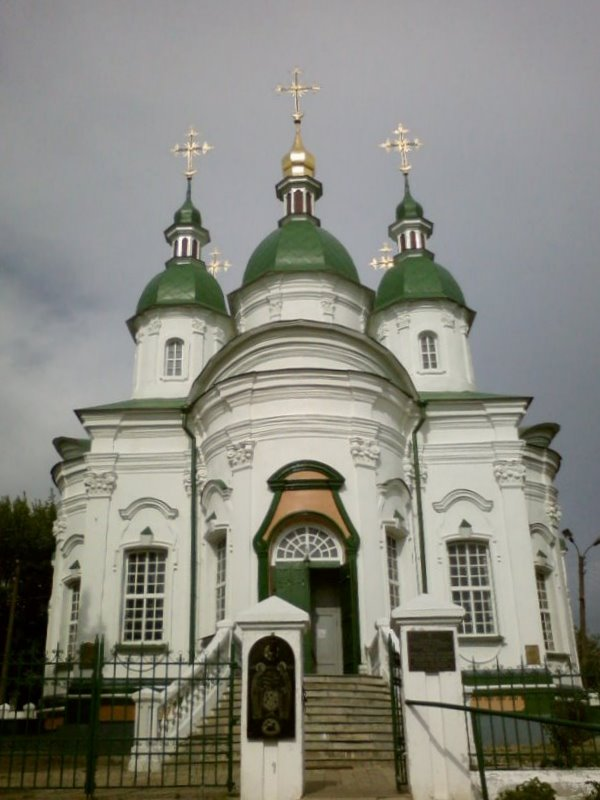
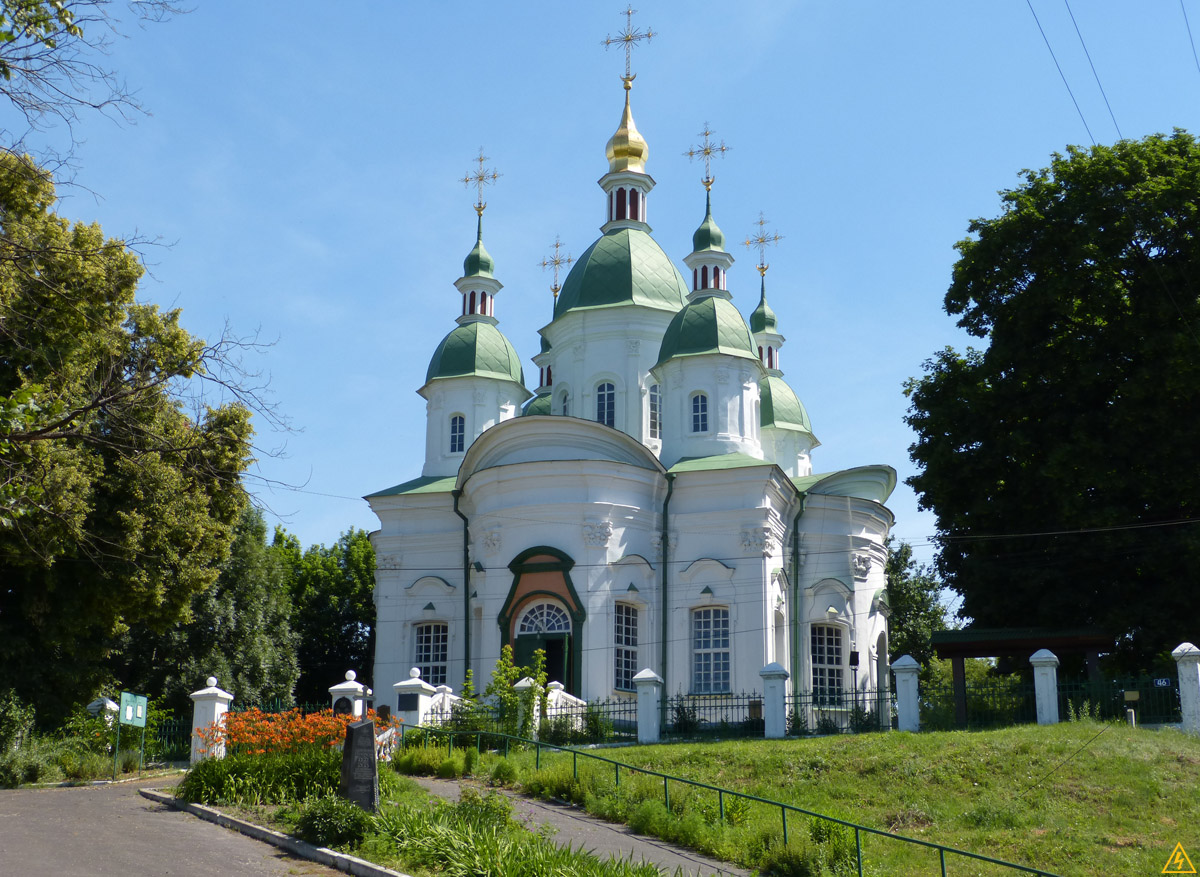
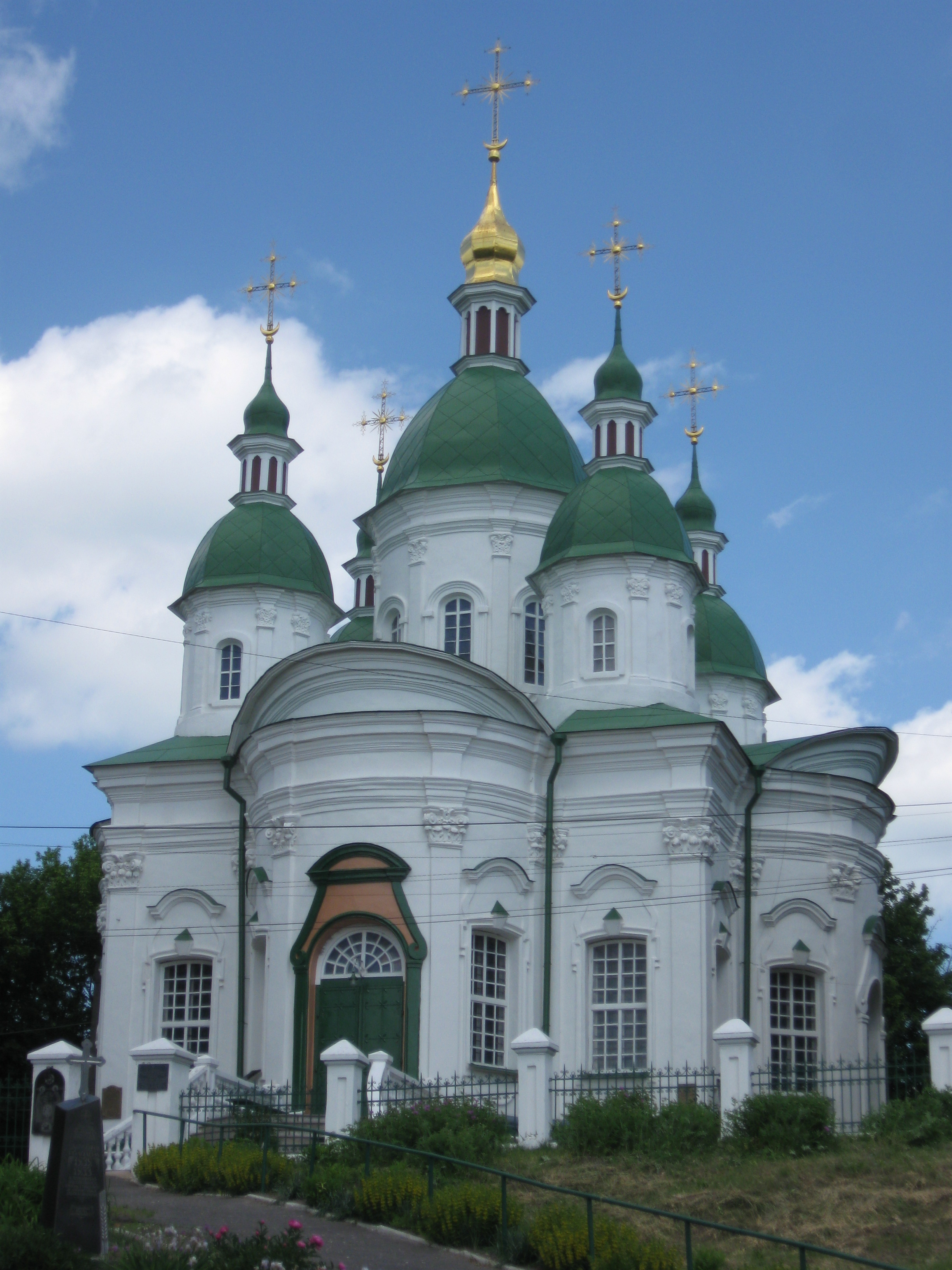
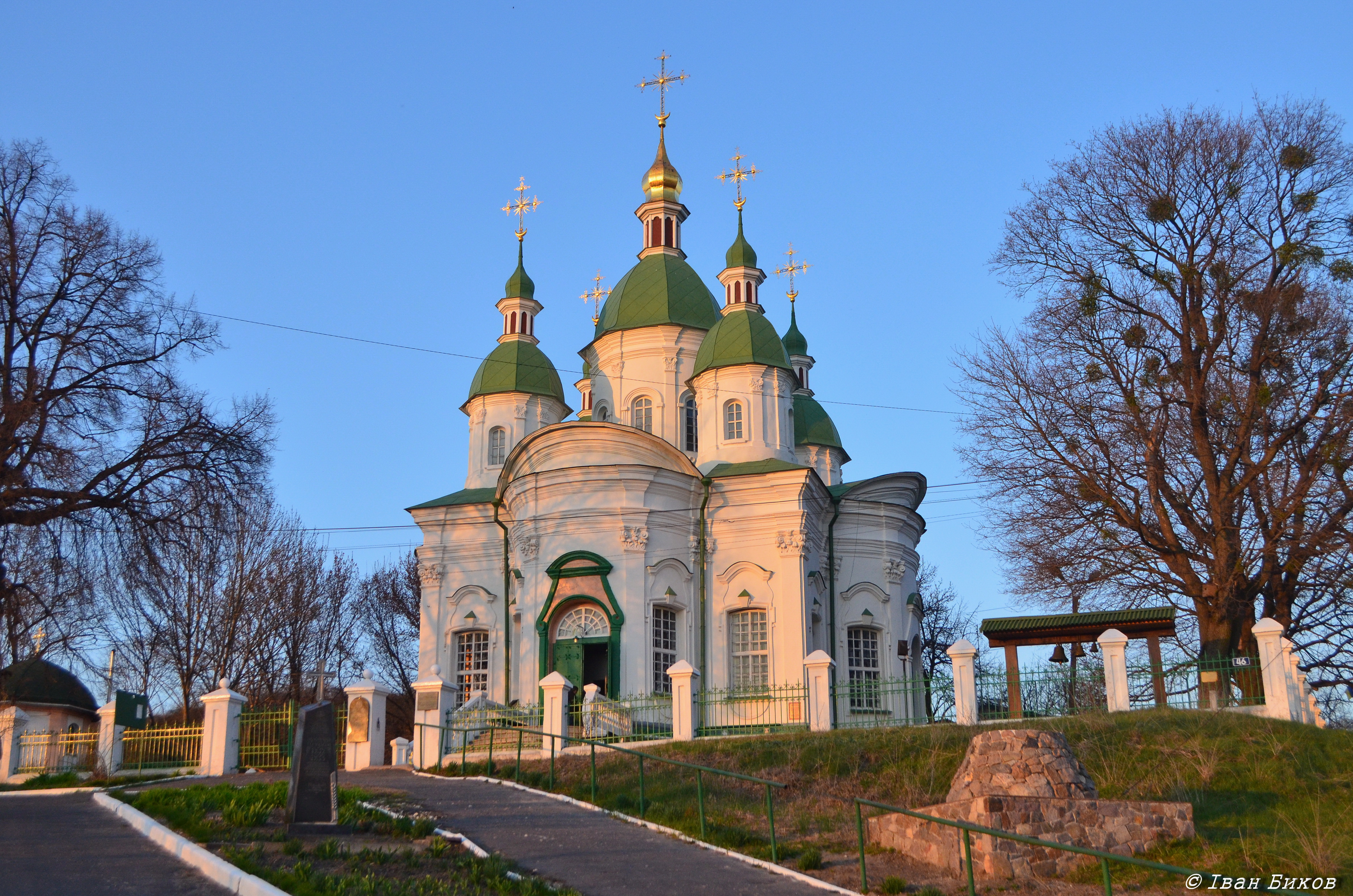
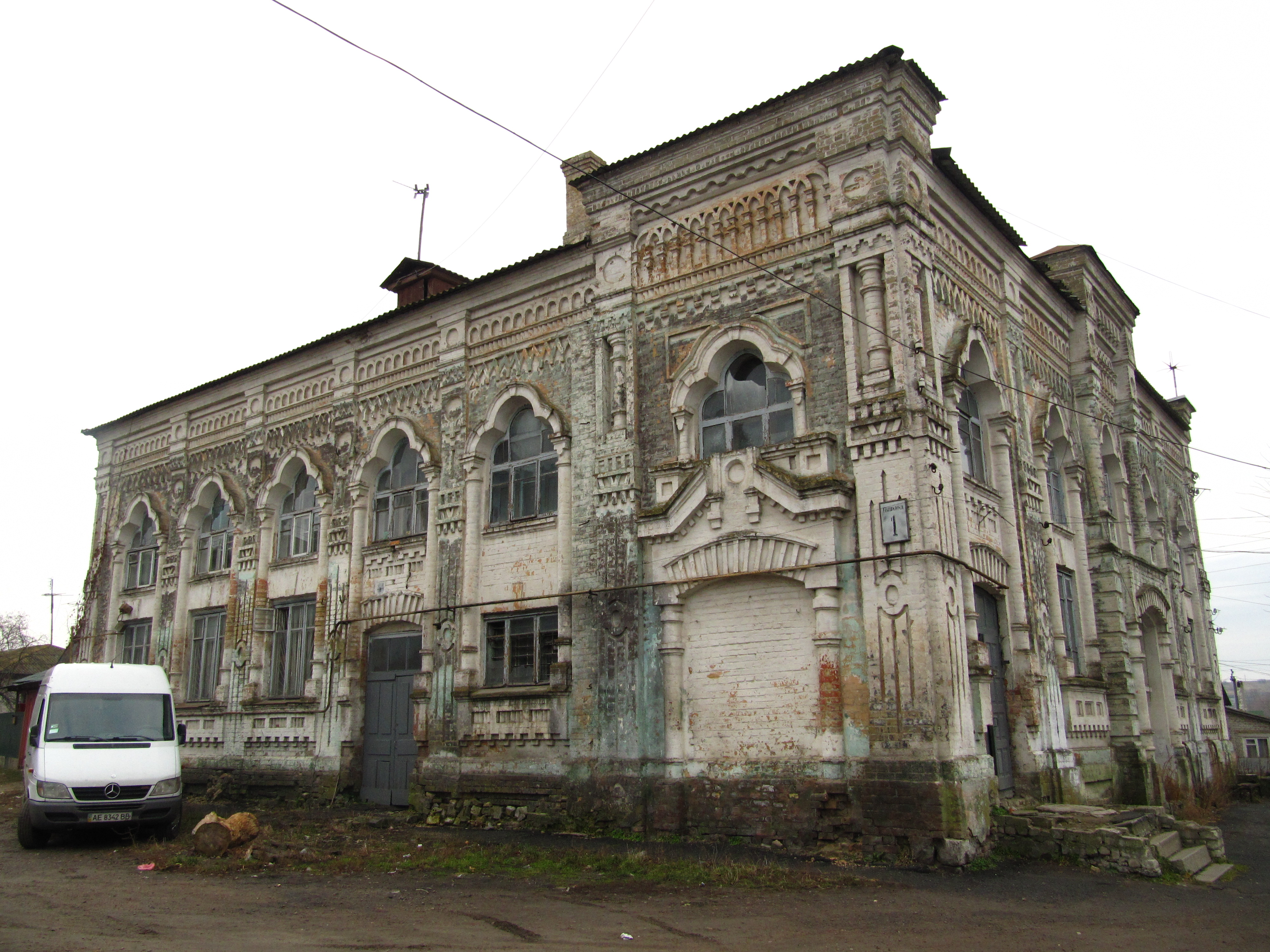
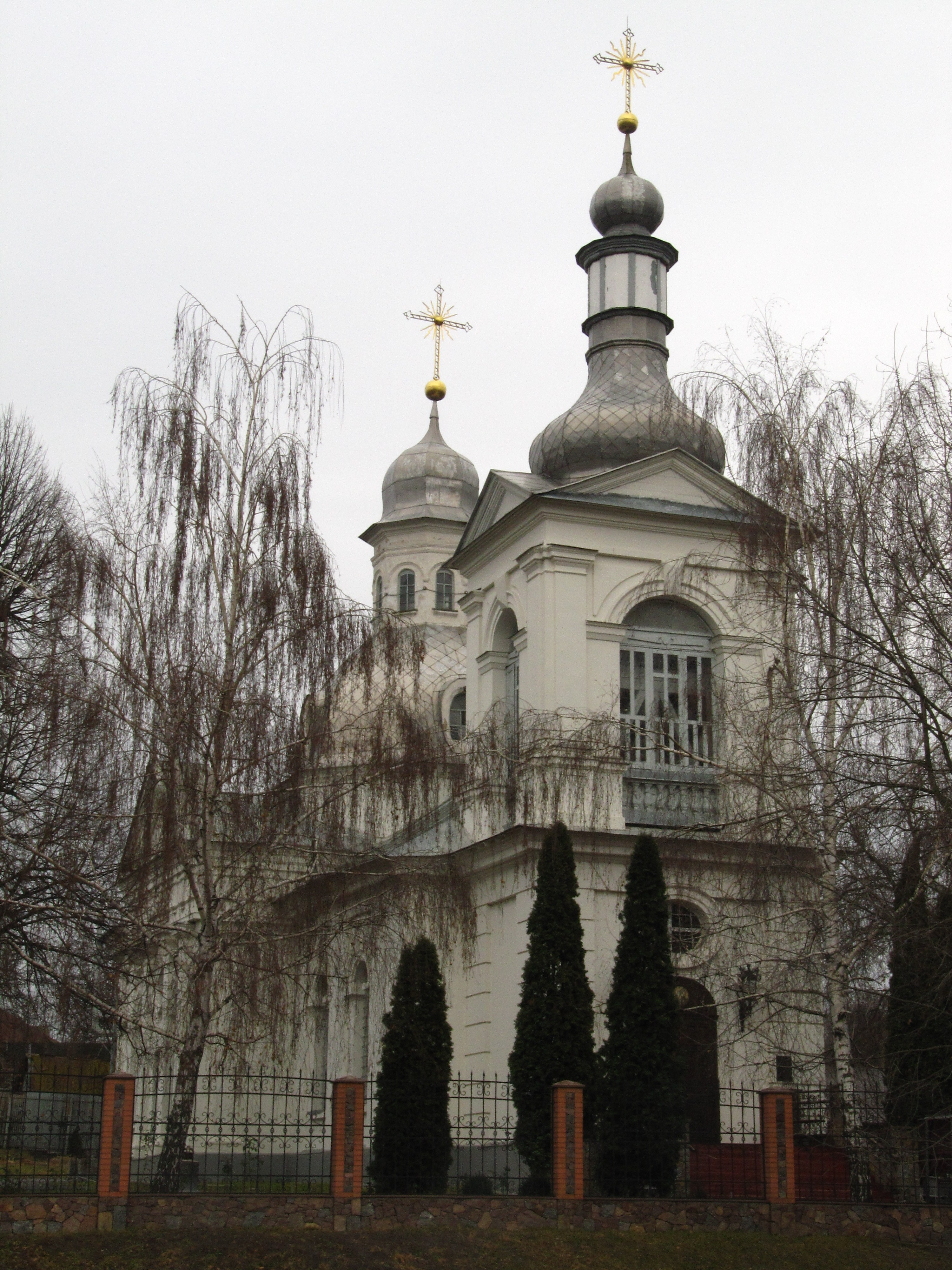
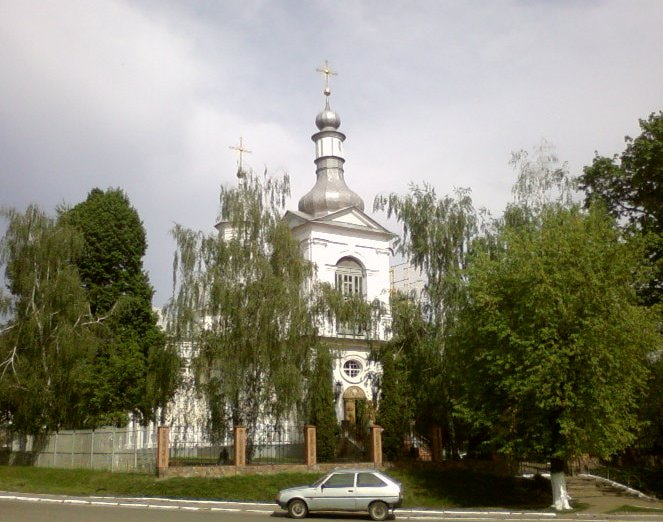
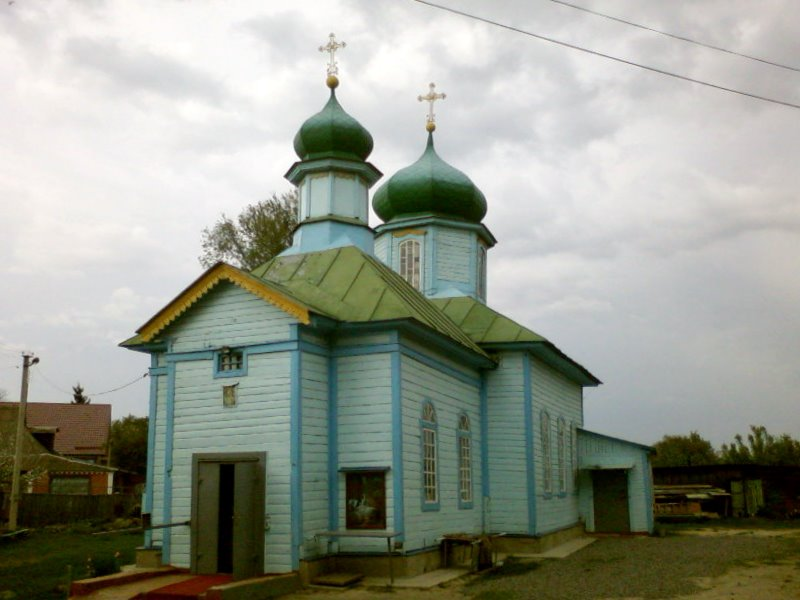
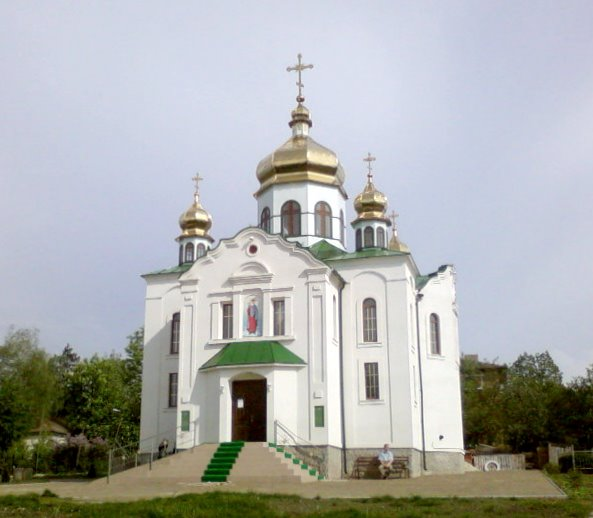
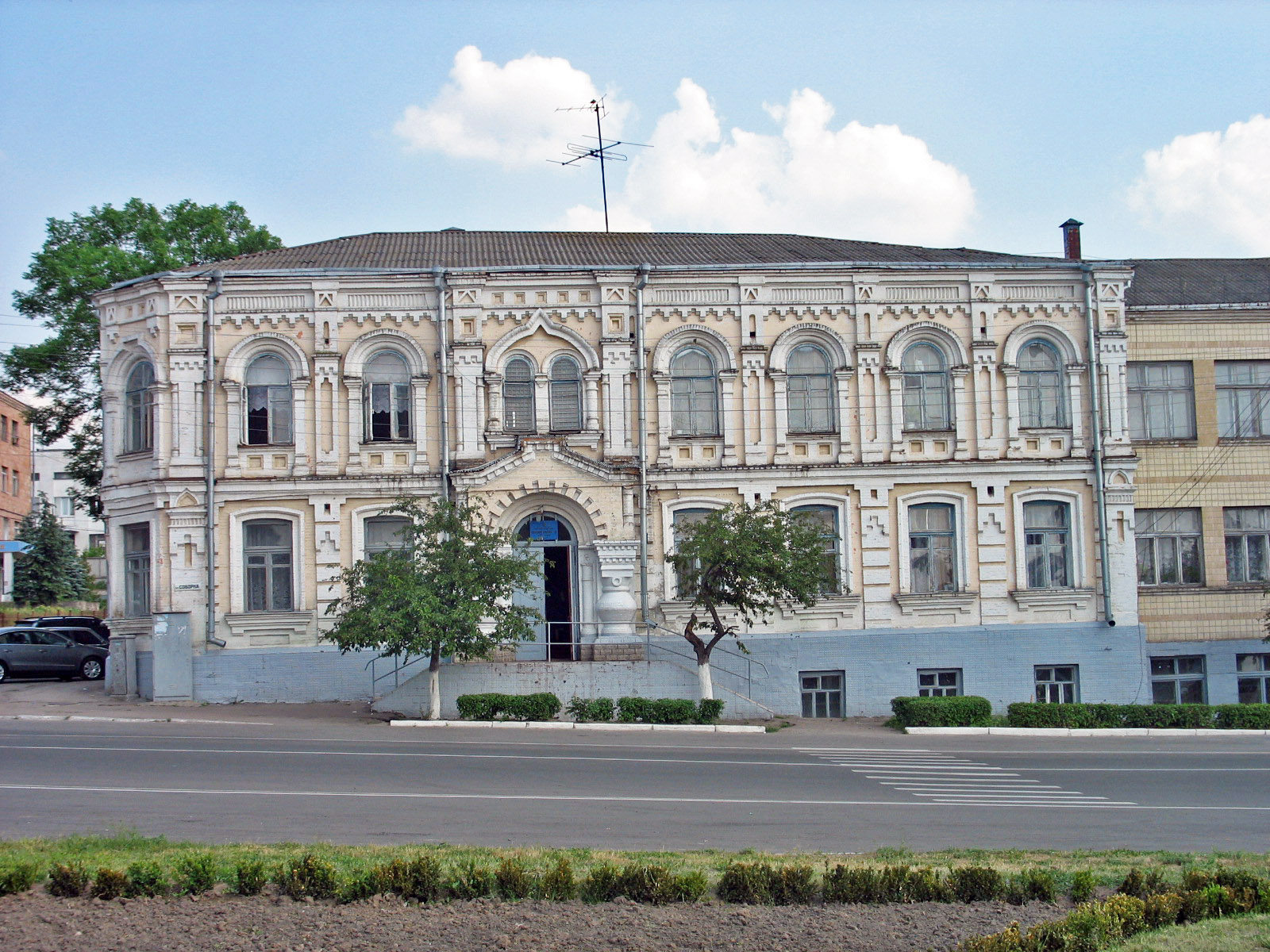
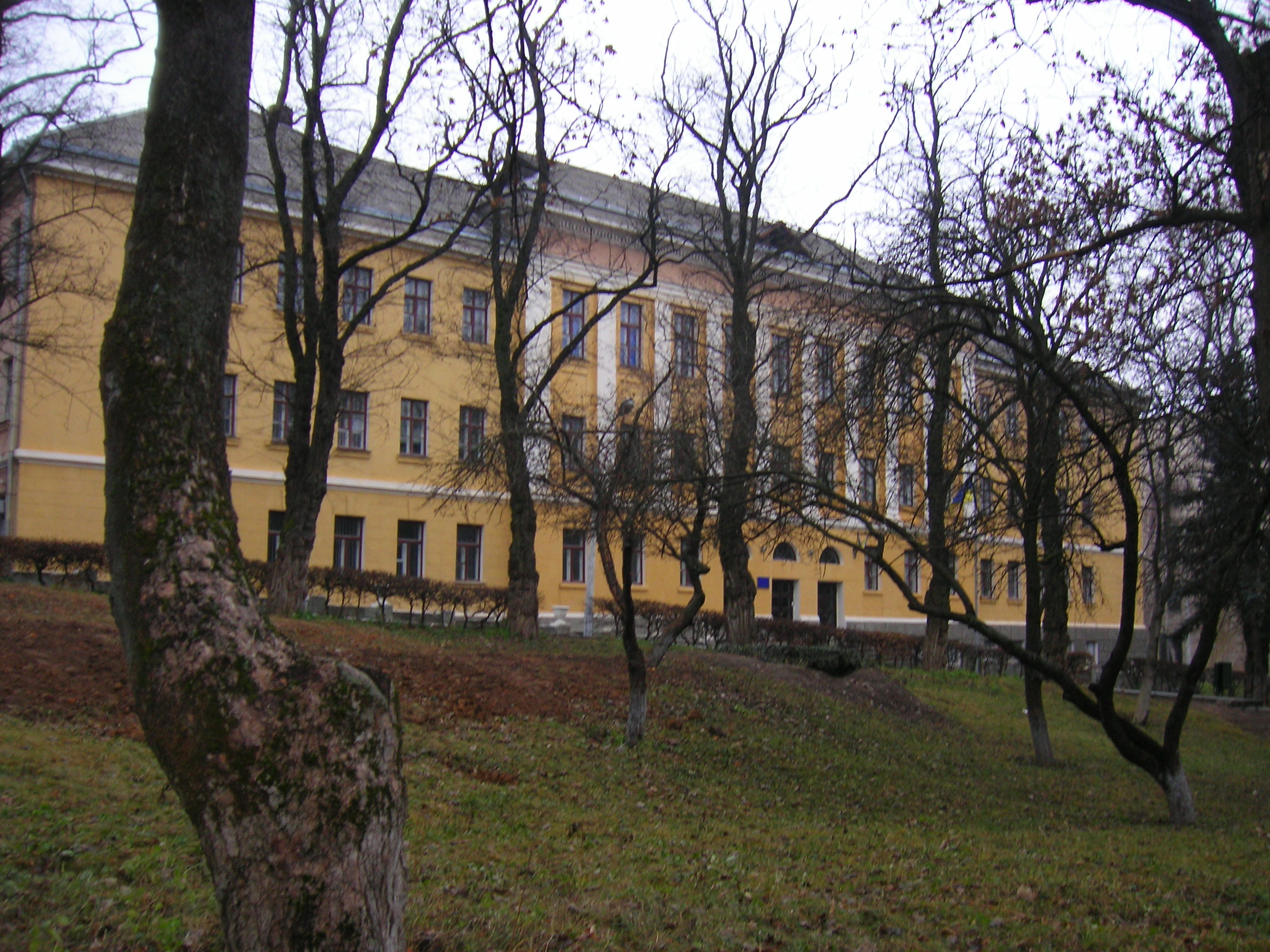
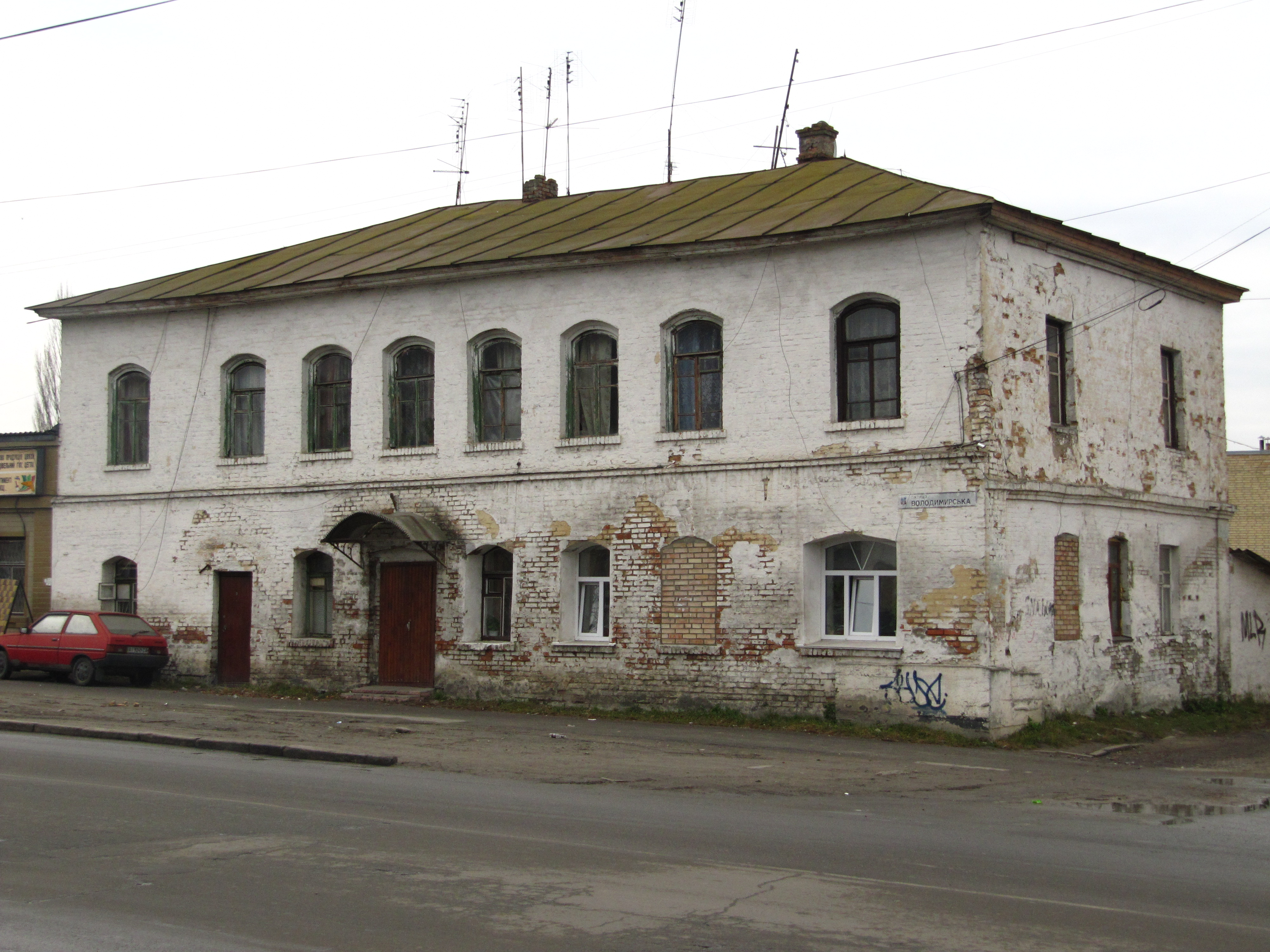
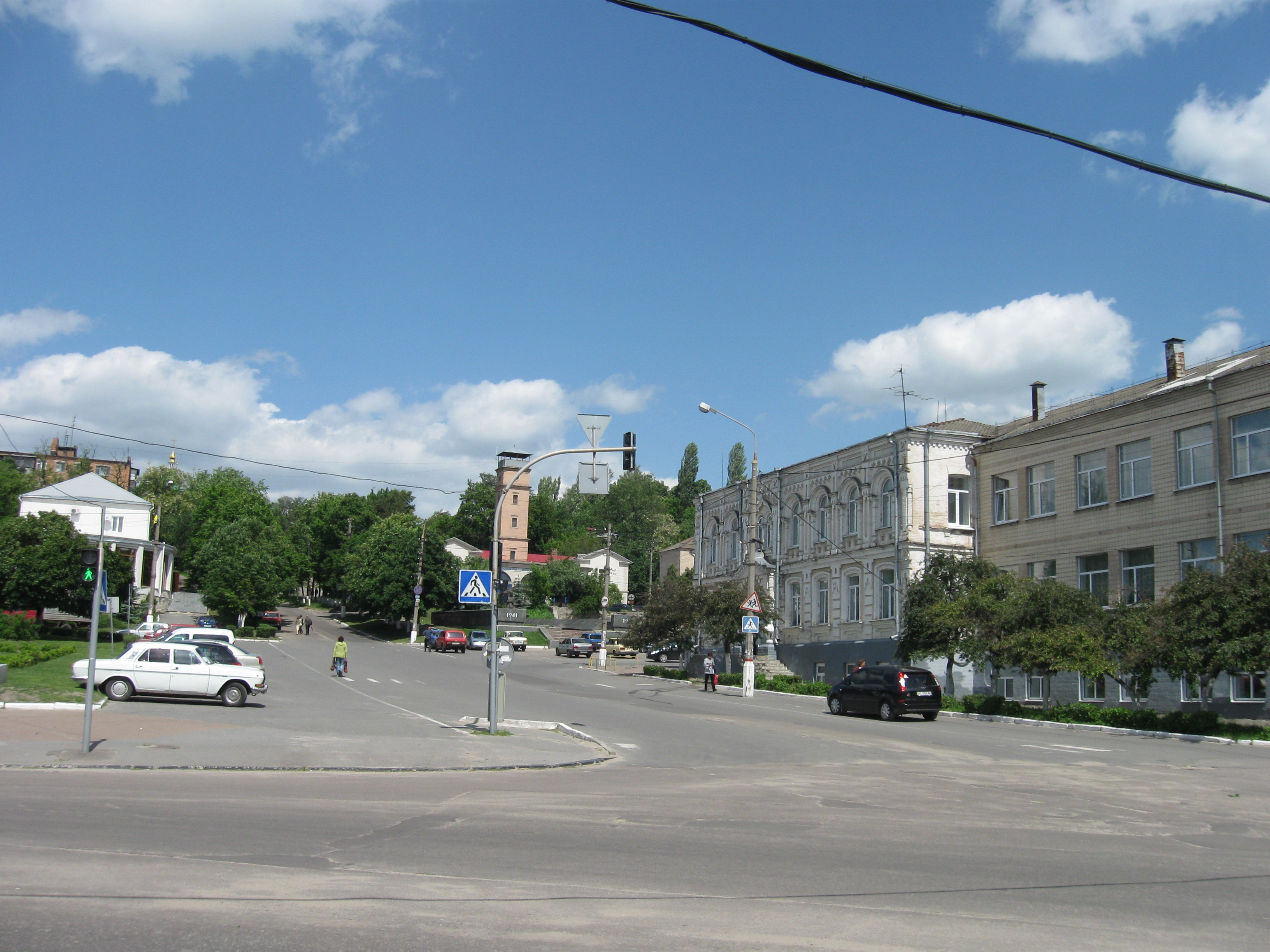
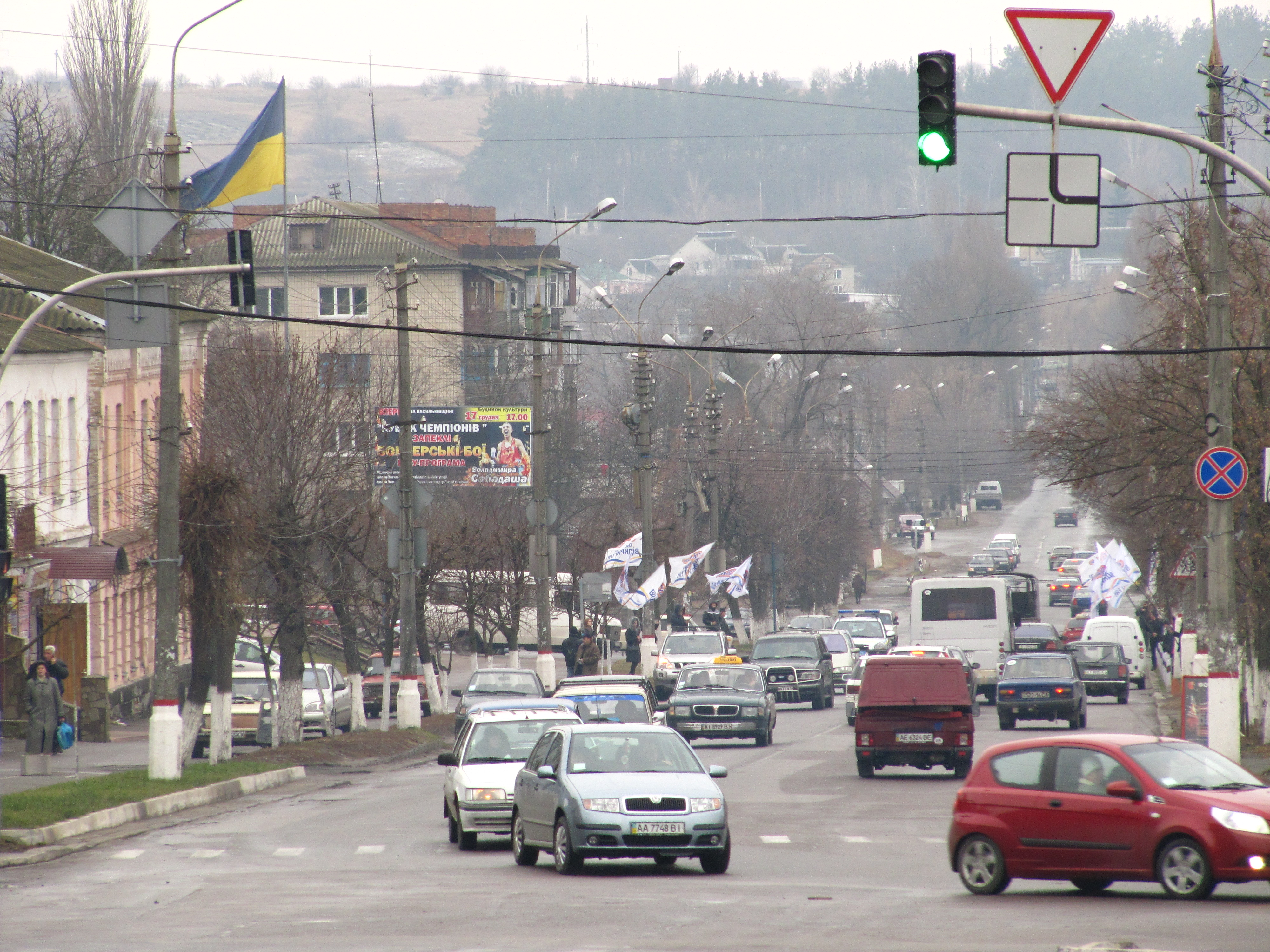
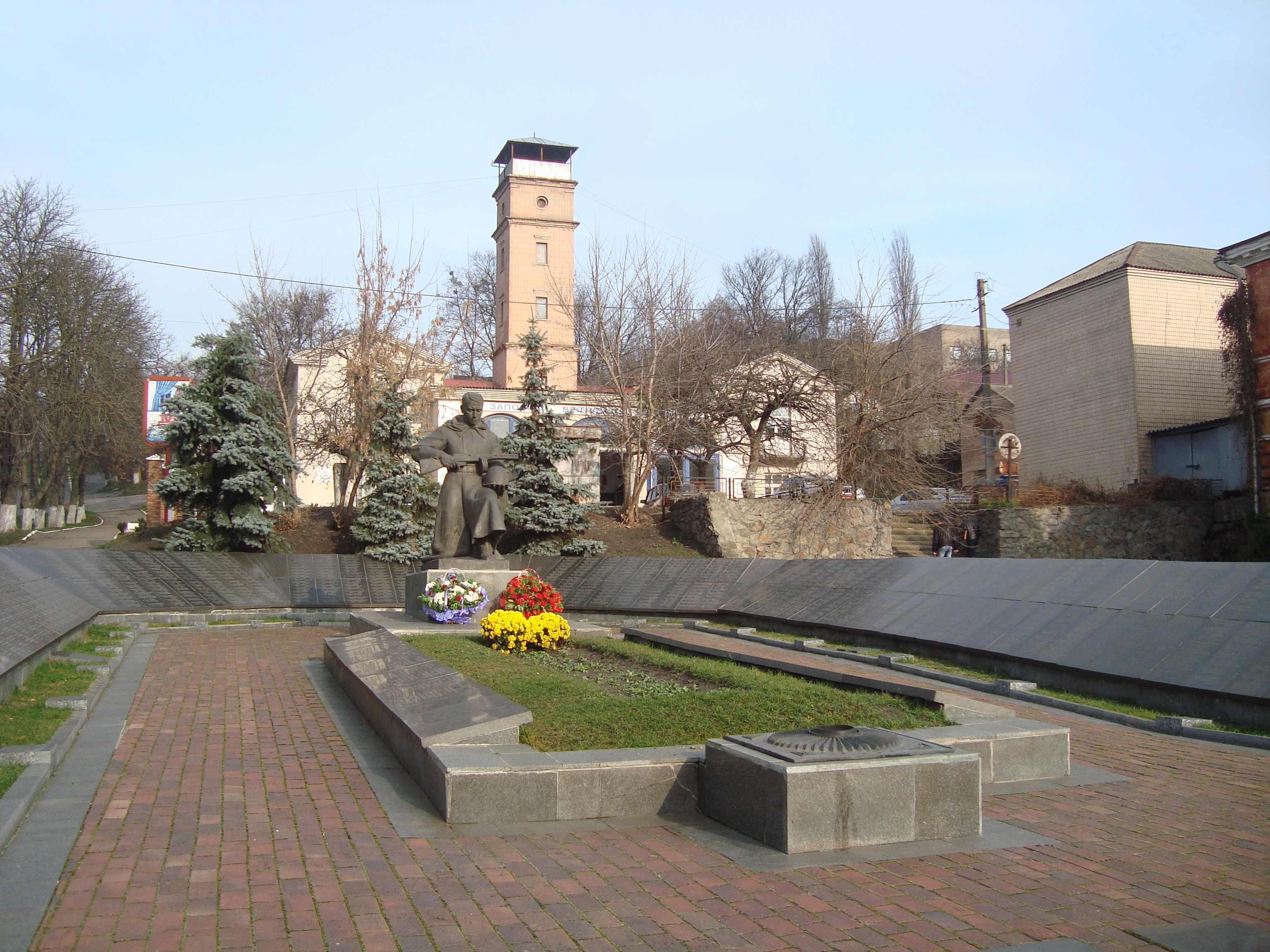
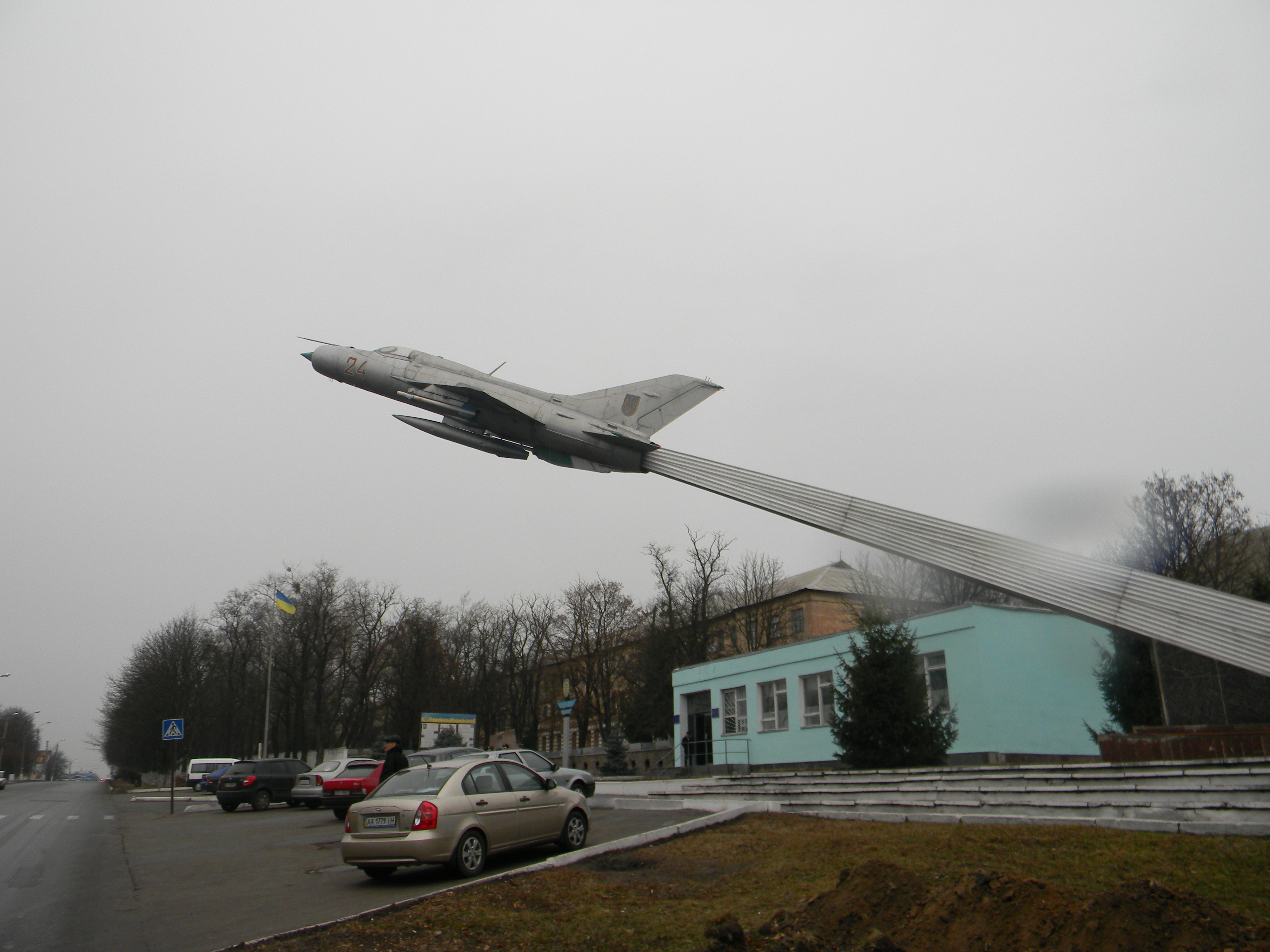

## 友好城市
- 波蘭 盧布林地區托馬舒夫
- 立陶宛 阿尼克什奇艾

## 備注
1. ↑  俄语：，羅馬化：Vasil'kov